# 丁蔭楠
丁蔭楠（1938年—），男，天津人，中國導演，以執導多部「主旋律電影」著名。

## 生平
丁荫楠生於天津，自幼愛看話劇。1956年至北京醫學院任化驗員，1961年考入北京電影學院，1974年進入珠江電影製片廠工作。
1979年與胡柄榴共同執導電影《春雨瀟瀟》。自1982年的《逆光》開始獨立執導電影。後相繼執導了多部大作《孫中山》、《周恩來》、《鄧小平》，成為中國重要的歷史傳記片導演。現任中国文联副主席、广东省电影家协会副主席。

## 作品列表

### 電影
- 1979年：《春雨瀟瀟》（與胡柄榴共同執導）－1979年國家青年創作獎
- 1982年：《逆光》
- 1986年：《孫中山》－1987年第七屆金雞獎最佳故事片、最佳導演、最佳男主角、最佳攝影、最佳美術、最佳音樂、最佳剪輯；1987年第十屆百花獎最佳故事片；廣電部1986－1987年優秀影片獎；1988年度政府最佳故事片獎；《文匯報》十年最佳故事片
- 1989年：《電影人》
- 1991年：《周恩來》－1992年第十二屆金雞獎故事片特別獎、最佳男主角、最佳化妝；1992年第十五屆百花獎最佳故事片、最佳男演員；1992年度政府最佳故事片獎；1995年「五個一」工程獎
- 1997年：《黃連·厚樸》
- 2000年：《相伴永遠》
- 2002年：《鄧小平》－2003年第二十三屆金雞獎故事片特別獎、最佳化妝；2003年第二十六屆百花獎最佳故事片、最佳男演員；2003年第九屆華表獎優秀故事片二等獎；第十屆北京大學生電影節組委會特別獎
- 2005年：《魯迅》

### 電視劇
- 1983年：《廖承志在追憶著》
- 1995年：《農民的兒子》
- 1996年：《招商春秋》
- 1998年：《海瑞》
- 2006年：《鳳陽情》

## 外部連結
- 电影艺术家：丁荫楠（页面存档备份，存于）